# Adesmus hovorei
Adesmus hovorei là một loài bọ cánh cứng trong họ Cerambycidae.